# Бурунди на Светском првенству у атлетици на отвореном 2019.
Бурунди је учествовао на 17. Светском првенству у атлетици на отвореном 2019. одржаном у Дохи од 27. септембра до 6. октобра седамнаести пут, односно учествовао је на свим првенствима до данас. Репрезентацију Бурундија представљала су 5 атлетичара (3 мушкарца и 2 жене) који су се такмичили у 3 дисциплине (1 мушка и 2 женске). , 
На овом првенству такмичари Бурундије нису освојили ниједну медаљу али је оборен један лични рекорд.

## Учесници
| Мушкарци: - Rodrigue Kwizera — 10.000 м - Onesphore Nzikwinkunda — 10.000 м - Thierry Ndikumwenayo — 10.000 м | Жене: - Кавалине Нахимана — 5.000 м - Елвани Нимбона — Маратон |  |

## Резултати

### Мушкарци
| Атлетичар              | Дисциплина | Лични рекорд | Класификације     | Класификације     | Полуфинале | Полуфинале | Финале      | Финале      | Детаљи |
| Атлетичар              | Дисциплина | Лични рекорд | Резултат          | Место             | Резултат   | Место      | Резултат    | Место       | Детаљи |
| ---------------------- | ---------- | ------------ | ----------------- | ----------------- | ---------- | ---------- | ----------- | ----------- | ------ |
| Rodrigue Kwizera       | 10.000 м   |              |                   |                   |            |            | 28:21,92 ЛР | 16 /18 (21) |        |
| Onesphore Nzikwinkunda | 10.000 м   | 28:09,98     | 29:11,50          | 18 / 18 (21)      |            |            |             |             |        |
| Thierry Ndikumwenayo   | 10.000 м   |              | Није завршио трку | Није завршио трку |            |            |             |             |        |

### Жене
| Атлетичарка       | Дисциплина | Лични рекорд | Класификације | Класификације | Полуфинале | Полуфинале | Финале               | Финале             | Детаљи |
| Атлетичарка       | Дисциплина | Лични рекорд | Резултат      | Место         | Резултат   | Место      | Резултат             | Место              | Детаљи |
| ----------------- | ---------- | ------------ | ------------- | ------------- | ---------- | ---------- | -------------------- | ------------------ | ------ |
| Кавалине Нахимана | 5.000 м    | 15:33,90     | 16:25,82      | 13. у гр. 1   |            |            | Није се квалификовао | 26 / 26 (29)       |        |
| Елвани Нимбона    | Маратон    | 2:30:28      |               |               |            |            | Није завршила трку   | Није завршила трку |        |